# دین-چارلز چپمن
دین-چارلز چپمن (انگلیسی: Dean-Charles Chapman؛ زادهٔ ۷ سپتامبر ۱۹۹۷) هنرپیشه اهل بریتانیا است. وی از سال ۲۰۰۷ میلادی تاکنون مشغول فعالیت بوده‌است.
از فیلم‌ها و مجموعه‌های تلویزیونی‌ای که وی در آن نقش داشته‌است، می‌توان به بازی تاج‌وتخت، پیش از آنکه بخوابم، مرد باش، مسافر همیشگی و ۱۹۱۷ اشاره کرد.